# Golem (Marvel Comics)
Golem, il cui vero nome è Abraham Adamson, è un personaggio dei fumetti, pubblicata dalla Marvel Comics, ispirato alla figura della leggenda ebraica (v. Golem).
La storia del Golem si snodò in soli tre fascicoli di Strange Tales (prima serie) n. 174 (giugno 1974), n. 176 (ottobre 1974), 177 (dicembre 1974) e si concluse un anno dopo in Marvel Two-in-One n. 11 (settembre 1975), lasciando però diversi spunti narrativi irrisolti. Lo scarso successo incontrato si può attribuire primariamente al cambio di gran parte team creativo e al fatto che gli episodi uscirono a una distanza eccessiva gli uni dagli altri.

## Creatura del XVI secolo
L'antefatto della vicenda (che si rifà ad un'antica leggenda ebraica) si svolge a Praga dove un rabbino riesce a infondere spirito vitale in una statua gigante. Il Golem prende vita ergendosi a giustiziere della popolo ebraico e oppositore della tirannia. Adempiuto il suo compito, l'essere si allontana nel deserto.
Il fumetto si apre su uno scavo archeologico nel deserto del Sahara, dove prof. Abraham Adamson, un discendente del rabbino che aveva dato vita al Golem, riesce, insieme ai nipoti Jason e Rebecca e al ricercatore Wayne Logan, a ritrovare la statua del Golem. Il gruppo è costretto ad ospitare per la notte dei disertori mediorientali guidati dal Colonnello Omar. I soldati fanno razzia presso gli scavi e, dopo aver sparato ad Abraham, se ne vanno portando con sé gli altri membri della sua squadra come ostaggi e lasciandolo per morto.
In punto di morte Abraham riesce ad intonare la formula per evocare il Golem e, quando le sue lacrime bagnano la statua, la creatura prende vita, proprio mentre Abraham esala l'ultimo respiro. Il Golem raggiunge e stermina il gruppo di disertori, liberando Jason, Rebecca e Wayne. La giovane riconosce nella luce degli occhi del Golem il luccichio di quelli dello zio.
Quando le autorità governative cercano di impedire alla squadra di imbarcare la statua per l'America, il Golem si anima nuovamente e solo l'intervento di Rebecca riesce a prevenire il massacro dei soldati. Informato dell'accaduto da alcuni suoi emissari, Kaballa The Unclean, un Signore demoniaco, progetta di assorbire il potere del Golem per diventare padrone di tutto il creato. Quando i suoi demoni attaccano la nave su cui stanno viaggiando, gli americani riescono a salvarsi grazie all'intervento ancora provvidenziale del Golem.
Wayne e Rebecca portano il Golem alla San Pedro University per farlo esaminare dal prof. Yeates, che sta per ereditare la cattedra di Abraham. Temendo di essere screditato qualora la teoria di Abraham sul Golem si riveli esatta, Yeates decidere di distruggere la statua con una torcia. Approfittando dell'occasione per cercare di impossessarsi del Golem, Kaballa invia alcuni demoni del fuoco ma il Golem riesce a fermarli e a salvare di nuovo i suoi amici. Tuttavia, quanto successo rivela a Kaballa che la forza straordinaria del Golem deriva dal suo legame affettivo con Jason, Rebecca e Wayne. I tre diventano quindi il bersaglio del demone.
La storia si interruppe in questo punto per quasi un anno e proseguì solo in Marvel Two-in-One.
Mentre Jason, Rebecca, Wayne, il prof. Yeates e la sua assistente Saudia discutono del Golem, cercando di capire che cosa lo abbia svegliato (secondo Jason, sarebbe successo per vendicare Abrahm), Kaballa ascolta di nascosto i loro ragionamenti e invia un'onda anomala che separa la San Pedro University dal resto del continente ma, soprattutto, il Golem dai suoi amici. In questo modo Kaballa riesce a prendere il controllo del Golem.
Proprio in quel momento, Ben Grimm e la sua fidanzata Alicia, che si stanno recando a DisneyWorld in Florida, sentono alla radio quanto è accaduto all'Università e che una creatura mostruosa sta devastando St. Petersburg. La Cosa si precipita a fermare il Golem e i due si scontrano. Il Golem non è però completamente sotto il controllo di Kaballa ed invia telepaticamente immagini della verità alla Cosa. Ben costruisce quindi un ponte di fortuna grazie al quale Jason, Rebecca e Wayne riescono a raggiungere il Golem, liberandolo dal potere di Kaballa. Il Demone è costretto alla fuga, essendo incapace di reggere la vista della parola ebraica “Emeth” (verità) che brilla sulla fronte del Golem.

## Altri versioni
- Golem, il cui vero nome è Judah Low Ben Bezalel, è il rabbino, è apparso la prima volta in The Incredible Hulk (Vol. 2) n. 134 (dicembre 1970), creato da Roy Thomas (testi) e Herb Trimpe (disegni).

- A metà degli anni novanta, un'altra versione del Golem apparve sotto il marchio DC e si alleò a Leymen in Primal Force.